# ヴィルヘルム・アドルフ・ツー・ヴィート
ヴィルヘルム・アドルフ・ツー・ヴィート（Wilhelm Adolph zu Wied, 1845年8月22日 - 1907年10月22日）は、ドイツのシュタンデスヘル、陸軍軍人、政治家。ヴィート侯（1864年 - 1907年）。

## 生涯
ヴィート侯ヘルマンとその妻でナッサウ公ヴィルヘルムの娘であるマリーの間の長男として生まれた。全名はヴィルヘルム・アドルフ・マクシミリアン・カール（Wilhelm Adolph Maximilian Karl）。姉のエリーザベトはルーマニア王カロル1世の妃である。
プロイセン軍に仕官し、1866年の普墺戦争では第2軍の参謀本部所属の中尉として従軍した。1869年には名誉的な陸軍少佐に昇進し、1870年に始まった普仏戦争にも参加した。1893年から1897年にかけ、ドイツ帝国軍の特別顧問および帝国軍志願看護兵団の統監を務めた。1897年には陸軍大将に昇進した。
ヴィルヘルム・アドルフはドイツの植民地政策の支持者だった。彼は1891年から1892年にかけて反奴隷団体の総裁を務め、この団体を通じてアフリカ大陸の未踏査地域を調査するための資金を探検家たちに提供した。1897年にはドイツ政府内の植民地評議会（Kolonialrat）の評議員となった。また海軍力の増強にも関心を持ち、1898年から1901年までドイツ海軍同盟（Deutscher Flottenverein）の総裁を務めた。
ヴィルヘルムはプロイセン王国領ライン県（Rheinprovinz）の県議会議員であり、長く議長を務めた。また1878年よりプロイセン貴族院に議席を保有し、1897年から1904年まで貴族院議長だった。

## 子女
1871年7月18日にワセナールにおいて、オランダ王子フレデリックの娘マリーと結婚し、間に4男2女の6人の子供をもうけた。
- ヴィルヘルム・フリードリヒ・ヘルマン・オットー・カール（1872年 - 1945年）　ヴィート侯
- ヴィルヘルム・アレクサンダー・フリードリヒ・カール・ヘルマン（1874年 - 1877年）
- ヴィルヘルム・フリードリヒ・ハインリヒ（1876年 - 1945年）　アルバニア公
- ヴィルヘルム・フリードリヒ・アドルフ・ヘルマン・ヴィクトル（1877年 - 1946年）
- ヴィルヘルミーネ・フリーデリケ・アウグステ・アレクサンドリーネ・マリー・エリーザベト・ルイーゼ（1880年 - 1965年）
- エリーザベト（1883年 - 1938年）